# Campaea bupleuraria
Campaea bupleuraria là một loài bướm đêm trong họ Geometridae.